# Mechitharine

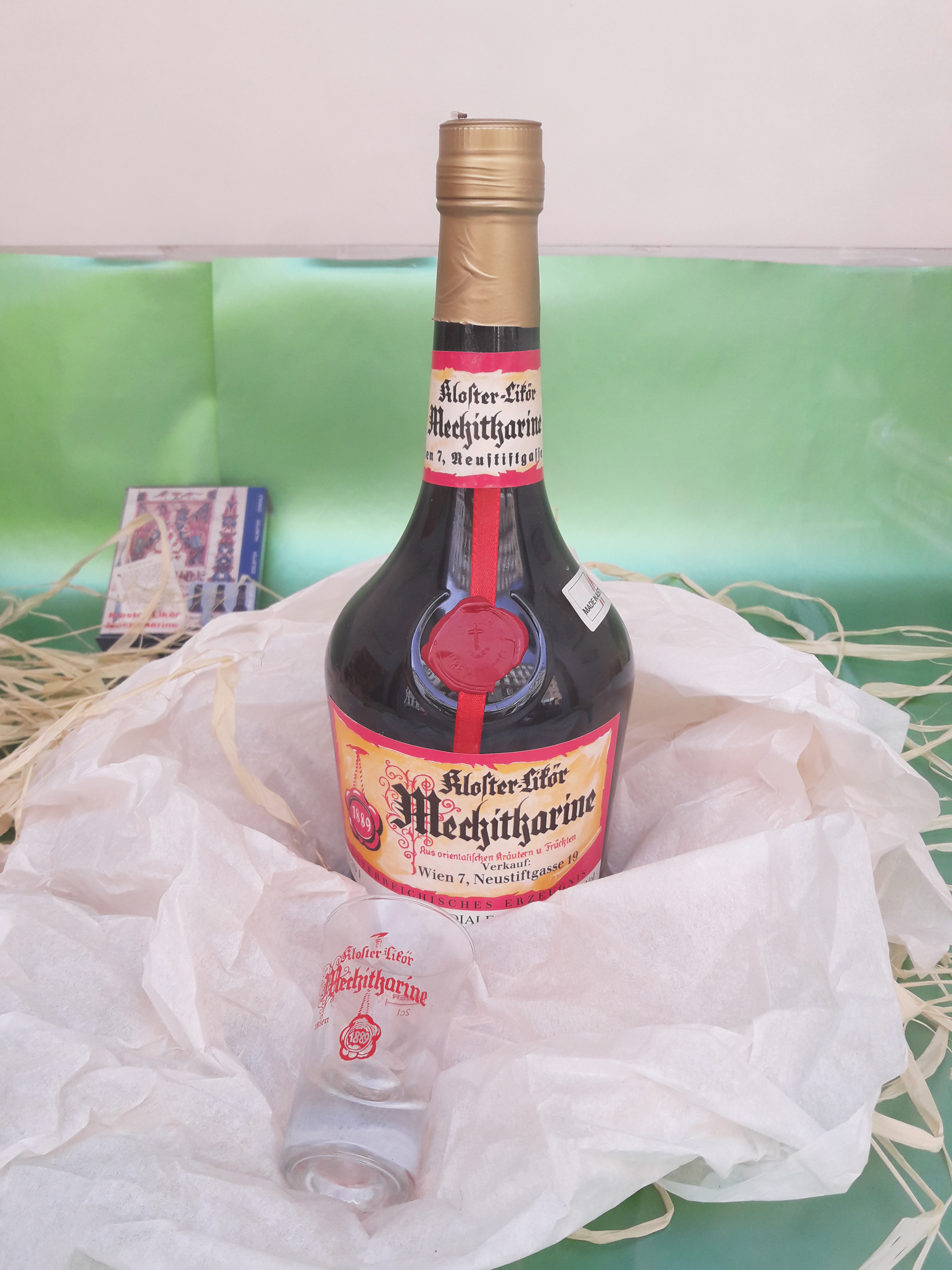

Mechitharine („Klosterlikör Mechitharine“, armenisch Մխիթարին) ist ein Kräuterlikör mit 30 Vol.-%, der seit 1701 von den armenisch-katholischen Mechitaristen aus Früchten, Kräutern, Wurzeln und Gewürzen hergestellt wird. Seit 1811 wird er in Wien im dortigen Kloster der Mechitaristen erzeugt und ist seit 1889 im Handel erhältlich. Die Rezeptur ist nach dem Tod eines Mönches und der Demenz eines zweiten nicht mehr bekannt. 2020 konnte sie durch Nachforschungen in Archiv und Bibliothek rekonstruiert werden.

## Geschichte
Mechitharine wurde bereits im Jahre 1680 in einer armenischen Handschrift beschrieben. Von Priestern der 1701 in Konstantinopel gegründeten  Mechitaristenkongregation wurde dieses Rezept entdeckt und seitdem praktiziert. Sie verließen 1703 Konstantinopel. Deshalb wurde der Likör von den Mechitaristen von 1703 bis 1715 in Modon (Griechenland), von 1715 bis 1773 in Venedig, von 1773 bis 1810 in Triest produziert. Seit 1811 wird er in Wien hergestellt. Die verschiedenen Produktionsstandorte sind Abbild der Teilungs- und Vertreibungsgeschichte der Mechitaristenkongregation, die zunächst Modon aufgrund des 1714 ausgebrochenen Venezianisch-Österreichischen Türkenkriegs verlassen und auf die kleine Insel San Lazzaro degli Armeni bei Venedig übersiedeln musste. Ab 1773 wurde er sodann in Triest produziert, nachdem sich ein Teil der Kongregation dorthin abtrennte. Nachdem Triest im Dritten Koalitionskrieg von französischen Truppen besetzt worden war, musste die Kongregation 1805 nach Wien flüchten und konnte die Likörfabrikation erst 1811 dort wieder aufnehmen.

## Eigenschaften
Mechitharine ist ein gelber, kräutrig-fruchtig schmeckender Likör aus 43 Kräutern und 12 Früchten, der ohne Essenzen oder synthetische Aromen oder Zusatzstoffe aus natürlichen Zutaten erzeugt und mit 30 Vol.-% heute in den Geschmacksrichtungen „Original“ (frühere Bezeichnung: „Cordiale“), „Halbbitter“ und „Edelbitter“ angeboten wird. Die Jahresproduktionsmenge beträgt 3000 Liter. Ort der Herstellung ist das Wiener Mechitaristenkloster. Der Klosterlikör erhielt bisher auf internationalen Messen mehr als 30 Goldmedaillen und viele silberne und bronzene Medaillen sowie Ehrenurkunden.